# Gestreepte vlaggebaars
De gestreepte vlaggebaars (Pseudanthias taeniatus) is een straalvinnige vissensoort uit de familie van zaag- of zeebaarzen (Serranidae). De wetenschappelijke naam van de soort werd voor het eerst geldig gepubliceerd in 1884 door Klunzinger.